# Better Off Ned
Better Off Ned, titulado Mejor que Ned en Hispanoamérica y Más vale Ned en España, es el decimosexto episodio de la trigesimoprimera temporada de la comedia animada estadounidense Los Simpson, y el episodio 678 en general. Fue estrenado el 15 de marzo de 2020 en Estados Unidos, el 18 de octubre del mismo año en Hispanoamérica y el 28 de junio de 2021 en abierto en España. El episodio fue dedicado al actor Max von Sydow, quien murió el 8 de marzo de 2020 y anteriormente había sido estrella invitada en el episodio "The War of Art" como Klaus Ziegler.
Better Off Ned recibió críticas sumamente negativas tanto de fanáticos, público y críticos siendo considerado como el peor episodio de la temporada 31, las principales críticas negativas al episodio fue la falta de humor, la historia rebuscada, el guion soso, el trasfondo de personajes y el argumento reciclado de Brother from the Same Planet, además de eso este capítulo al igual que I Want You (She's So Heavy), diferentes críticos y fanáticos colocaban a Better Off Ned como un agotamiento de ideas como de recursos por parte de la serie, a pesar de esto el episodio recibió una nominación a un Primetime Emmy por actuación destacada de Nancy Cartwright.

## Argumento
En el Castillo de Retiro de Springfield, después de contarle una historia de guerra y bromear con ella, el abuelo le da a Bart una granada falsa.
Bart la lleva a la asamblea de una escuela y les hace bromas de la misma manera que lo hizo Grampa, asustando a todos mientras se llama a ambulancias y bomberos. Ned Flanders se arroja encima de la bomba para sacrificarse para salvar la escuela y Bart se ve obligado a revelar la broma. El superintendente Chalmers quiere expulsar a Bart de la escuela, pero Ned interviene y se ofrece como voluntario para supervisar a Bart de la manera correcta con las tres P: persistencia, oración y oración persistente.
En la casa de Flanders, Bart prueba la paciencia de Ned para que lo lleve a pescar. Bart logra atrapar un pez y Ned le enseña cómo asarlo en el fuego. Bart también se une al coro de la iglesia y todos felicitan a Ned por darle la vuelta a Bart. Homer pone celoso.
Sintiéndose inútil, Homer camina por la ciudad hasta que encuentra a un triste Nelson Muntz en el vertedero de Springfield, llorando debido a su situación en casa. Homer lo lleva a Krusty Burger y se ofrece a convertirse en su mentor, lo que pone celoso a Bart. Al ver los problemas que está causando, Lisa le pide a Homer que busque asesoramiento. Homer acude a un terapeuta que no está de acuerdo con sus métodos. Homer va entonces a ver a Nelson, pero encuentra a su madre, quien le pregunta si los va a dejar también, como todos los demás hombres han hecho en el pasado, rompiendo el corazón de Nelson.
Cuando Homer le explica la situación a Nelson, Nelson prepara un plan para desquitarse con Bart en el Desfile de Orgullo Cristiano, tratando de activar el mecanismo que construyeron Bart y los Flanders, las manos de oración, cuando Bart pasa. Homer ve a Nelson y empuja a Bart a tiempo, siendo aplastado por las manos. Los dos viajan juntos en la ambulancia. Homer se disculpa con Nelson y lo guía a Ned como mentor.

## Recepción
Dennis Perkins de The A.V. Club le dio a este episodio una C-, afirmando que "'Better Off Ned' no es solo una pésima media hora (menos comerciales, menos tres etiquetas que terminan el episodio en lugar de cualquier tipo de resolución) de The Simpson porque es doble en la misma premisa. Es un episodio realmente pésimo porque suena bastante con indiferencia, crueldad deslumbrante y suficiente sombra de lámpara de agotamiento creativo para servir como ideal platónico para el programa tardío '¿ese espectáculo aún está en marcha?' disposición".
Den of Geek le dio a este episodio 3 de 5 estrellas